# Can Beliktay
Can Beliktay (* 9. Juli 2004) ist ein österreichischer Fußballtorwart.

## Karriere
Beliktay begann seine Karriere bei der SV Schwechat. Im September 2016 wechselte er zum 1. Simmeringer SC. Im Jänner 2018 wechselte er zum FC Karabakh. Zur Saison 2021/22 rückte er in den Kader der siebtklassigen Reserve des mittlerweile FC Mauerwerk genannten Klubs. Für diese absolvierte er insgesamt sieben Partien in der 1. Klasse.
Im Jänner 2022 wechselte er nach Niederösterreich zum sechstklassigen SCU Kottes. Für Kottes stand er 26 Mal in der Gebietsliga im Tor. Im Jänner 2023 wechselte er zurück nach Wien zum viertklassigen SC Mannswörth. Für Mannswörth kam er in eineinhalb Jahren zu 42 Einsätzen in der Wiener Stadtliga. Zur Saison 2024/25 wechselte Belitkay zum Zweitligisten Floridsdorfer AC, bei dem er einen bis 2025 laufenden Vertrag erhielt.
Sein Debüt in der 2. Liga gab er im Mai 2025, als er am 30. Spieltag jener Saison gegen den SK Sturm Graz II in der Startelf stand. Dies blieb sein einziger Einsatz für Floridsdorf, zur Saison 2025/26 wechselte Beliktay zu Regionalligist SV Horn.